# Sputnik 4
Sputnik 4, eller Korabl-Sputnik 1 (Корабль Спутник 1) var en sovjetisk testflygning med vilken Sputnikserien övergick i Vostokprogrammet. Den var en första föregångare till den bemannade farkosten Vostok.
Farkosten sköts upp den 15 maj 1960 från Kosmodromen i Bajkonur. Rymdflygningen var obemannad, men en testflygning inför den första bemannade rymdflygningen, Vostok 1. En bugg i navigationssystemet gjorde att farkosten gick ut i en högre omloppsbana runt jorden, istället för att återinträda i jordens atmosfär.
Delar av raketen störtade den 5 september 1962. En raketdel kraschade mitt på en gata i Manitowoc, i Wisconsin.